# De kat op de koord
De kat op de koord is een Vlaamse tv-reeks uit 1963 over een modern Vlaams gezin. Het is de eerste grote rol voor Janine Bischops.
Regie was in handen van Mita Bergé en Nand Buyl. De cast bestond uit Dora van der Groen, Janine Bischops, Nand Buyl, Walter Moeremans en anderen. Het scenario is van Aster Berkhof.
Er is maar één aflevering bewaard gebleven van deze televisiereeks.